# 愛知県道528号豊橋幸田線
愛知県道528号豊橋幸田線（あいちけんどう528ごうとよはしこうたせん）は、愛知県豊橋市から額田郡幸田町に至る一般県道。
2025年4月1日に国道23号のうち名豊道路でない現道区間が県道に指定替えされて施行された。

## 概要

### 路線データ
- 起点：愛知県豊橋市八町通一丁目19番地先（西八町交差点：国道1号交点、国道151号・国道247号・国道259号終点）
- 終点：愛知県額田郡幸田町大字桐山字縄手18番1地先（桐山西交差点：愛知県道320号幸田幡豆線・愛知県道383号蒲郡碧南線交点）
- 路線延長：27,510 m

出典：令和7年愛知県告示第180号

## 沿革
- 2025年
  - 1月10日：令和7年愛知県告示第13号により路線認定[2]
  - 3月28日：令和7年愛知県告示第180号により道路区域決定を告示[1]
  - 4月1日：国道23号からの指定替えを施行[1]

## 通過する自治体
- 愛知県
  - 豊橋市
  - 豊川市
  - 蒲郡市
  - 額田郡幸田町

## 接続する道路
- 国道1号（国道151号・国道247号重用）・国道259号（田原街道）（西八町交差点）
- 愛知県道393号豊橋港線（大橋通り）・愛知県道496号白鳥豊橋線（大橋通り）（守下交差点）
- 愛知県道502号豊橋環状線（新栄交差点）
- 愛知県道386号平井牟呂大岩線（名称なし交差点）
- 愛知県道386号平井牟呂大岩線（渡津橋北交差点）
- 国道247号（小坂井バイパス）（日色野町交差点、十能交差点まで重用）
- 愛知県道375号前芝国府停車場線（前芝町交差点）
- 国道23号（豊橋バイパス）（前芝IC＝豊川橋北交差点、前芝宇塚交差点）
- 愛知県道395号東三河臨海公園線（臨海公園交差点）
- 愛知県道31号東三河環状線（御津町入浜交差点）
- 愛知県道372号大塚国府線（名称なし交差点）
- 国道247号（中央バイパス）（十能交差点）
- 愛知県道73号長沢蒲郡線（三河湾オレンジロード）（竹島入口交差点）
- 愛知県道370号蒲郡港線（港町3番交差点）
- 愛知県道323号芦谷蒲郡線（柏原街道）（名称なし交差点）
- 国道247号（蟹洗交差点、競艇場西交差点まで重用）
- 国道247号・国道248号（深溝愛宕山交差点まで重用）・愛知県道396号蒲郡港拾石線（眺海橋通り）（競艇場西交差点）
- 愛知県道41号西尾幸田線・愛知県道383号蒲郡碧南線（深溝鶴方交差点）
- 愛知県道322号深溝西浦線・愛知県道383号蒲郡碧南線（三ヶ根駅東交差点）
- 国道248号（深溝愛宕山交差点）
- 愛知県道483号岡崎幸田線（名称なし交差点）
- 愛知県道320号幸田幡豆線（上六栗交差点）
- 愛知県道383号蒲郡碧南線（平坂街道）（上六栗深田交差点）
- 愛知県道320号幸田幡豆線・愛知県道383号蒲郡碧南線（平坂街道）（桐山西交差点）

## 別名
- 蒲郡街道（豊橋市・豊川市・蒲郡市）
- 平坂街道（幸田町）